# The Garfield Movie
The Garfield Movie is een Amerikaanse animatiefilm uit 2024, geregisseerd door Mark Dindal en gebaseerd op de gelijknamige strips van Jim Davis.

## Verhaal
Garfield, een luie, dikke, zelfingenomen, oranje huiskat, wordt onverwacht herenigd met zijn lang verloren gewaande vader, de sjofele straatkat Vic. Garfield en zijn hondenvriend Odie worden gedwongen hun perfect verwende leven te verlaten en zich bij Vic aan te sluiten voor een hilarische, overval met hoge inzet.

## Stemverdeling
| Personage    | Engelse stem      | Nederlandse stem              | Vlaamse stem     |
| ------------ | ----------------- | ----------------------------- | ---------------- |
| Garfield     | Chris Pratt       | Jim Bakkum                    | Wouter Hendrickx |
| Vic          | Samuel L. Jackson | Jörgen Raymann                | Koen De Graeve   |
| Jinx         | Hannah Waddingham | Ilse Warringa                 | Tine Embrechts   |
| Jon Arbuckle | Nicholas Hoult    | Jip Bartels                   | Manu Van Acker   |
| Otto         | Ving Rhames       | Murth Mossel                  | Jan Van Looveren |
| Marge        | Cecily Strong     | Nicolette van Dam             | Margriet Hermans |
| Roland       | Brett Goldstein   | Marcel Jonker                 | Manou Kersting   |
| Nolan        | Bowen Yang        | Mitchell van den Dungen Bille |                  |
| Olivia       | Janelle James     |                               |                  |

## Productie
In mei 2016, zeven jaar nadat de licentie van 20th Century Fox met Paws, Inc. afliep, werd aangekondigd dat Alcon Entertainment een nieuwe CG-geanimeerde Garfield-film zou ontwikkelen, met John Cohen en Steven P. Wegner als producers en op basis van een script van Mark Torgove en Paul A. Kaplan. Mark Dindal werd in november 2018 aangekondigd als regisseur en de preproductie begon de volgende maand. In augustus 2019 verwierf Viacom (nu bekend als Paramount Global) de meeste rechten op Garfield, waardoor de status van de film en tijdje onzeker was. In december 2020 bevestigde Dindal echter dat de film nog in productie was.
In november 2021 werd aangekondigd dat Chris Pratt de stemrol van Garfield zal spelen. De animatie wordt verzorgd door DNEG Animation, terwijl Sony Pictures de wereldwijde distributierechten (met uitzondering van China) voor de film zal behouden onder het Columbia Pictures-label. Er werd ook aangekondigd dat David Reynolds het script zal schrijven nadat hij eerder al had samengewerkt met Dindal aan Disney's The Emperor's New Groove (2000).
In november 2023 werd gemeld dat John Debney de filmmuziek zou componeren, wat zijn derde samenwerking met Dindal zal zijn na The Emperor's New Groove (2000) en Chicken Little (2005).

## Release en ontvangst
The Garfield Movie ging op 3 mei 2024 in 18 landen in première en bracht in zijn openingsweekend  (in onder andere Brazilië, Spanje, Italië en Peru) US$ 22 miljoen op aan de kassa. De film kreeg overwegend negatieve kritieken van de filmcritici, met een score van 38% op Rotten Tomatoes, gebaseerd op 102 beoordelingen.
De bioscooprelease in de Verenigde Staten stond eerst gepland op 16 februari 2024, maar werd later verplaatst naar 24 mei 2024.

### Box office
The Garfield Movie werd op 24 mei 2024 in de Verenigde Staten en Canada uitgebracht naast Furiosa: A Mad Max Saga en Sight, en er werd verwacht dat deze tijdens het vierdaagse openingsweekend van Memorial Day ongeveer US$ 30 miljoen zou opbrengen in 4000 bioscoopzalen. De film leverde uiteindelijk een totaal van US$ 31,1 miljoen op over de vier dagen en eindigde als tweede achter Furiosa: A Mad Max Saga.